# Acceso Norte (Chubut)
Acceso Norte es un barrio de la ciudad de Comodoro Rivadavia, provincia del Chubut, Argentina. Como su nombre lo indica se encuentra en el acceso Norte a la Ciudad desde la Ruta Nacional 3, a la altura de su intersección con la Ruta Provincial 39, en la zona también conocida como Kilómetro 12 por su distancia del centro del aglomerado, siendo su trato de localidad y de especial manejo por el INDEC. El municipio lo bautizo, en años recientes, Gesta de Malvinas.
La zona se reconoció como urbana por parte del municipio de Comodoro Rivadavia. Es una de las localidades más boreales del conjunto y posee tratamiento especial por su distancia, del centro del aglomerado. En proximidades del barrio se emplaza Aeropuerto Internacional General Enrique Mosconi y al frente del barrio emplazamientos descampados de propiedad castrense.

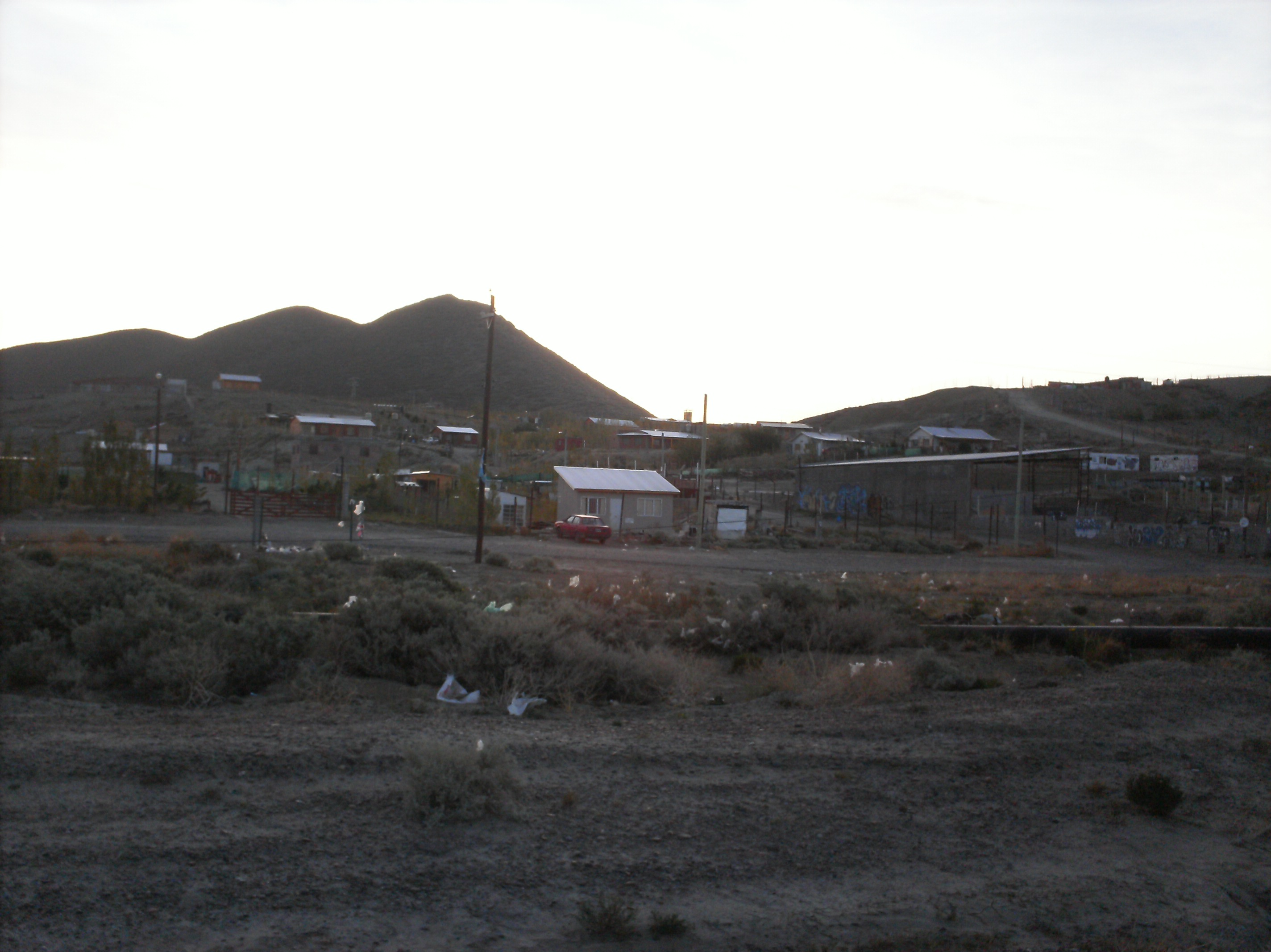
Casas del barrio sobre la mano opuesta de la ruta.